# Masdevallia aenigma
Masdevallia aenigma är en orkidéart som beskrevs av Carlyle August Luer och Rodrigo Escobar. Masdevallia aenigma ingår i släktet Masdevallia och familjen orkidéer. Inga underarter finns listade i Catalogue of Life.